# Carl David Hoffsten
Carl David Hoffsten, född 1 april 1873 i Stockholm, död där 15 april 1956, var en svensk bokförläggare.
Carl David Hoffsten var son till bokförläggaren Anders Victor Carlson. Efter mogenhetsexamen 1891 i Stockholm och studier vid Uppsala universitet inträdde Hoffsten i det av fadern grundade A.V. Carlsons bokförlags AB, vars ledning han övertog 1904, från 1905 som VD. Förlaget satsade särskilt på utgivning av skolböcker av vilka Roth Atlas har tryckts i mer än en miljon exemplar. 1905–1917 var han ägare av och VD i Nya tryckeri AB (senare Lindbergs Tryckeri AB). Hoffsten var styrelseledamot i Svenska bokhandelsskolan 1909–1939 och var ordförande i styrelsen för Understödsföreningen för svenska bokhandlare från 1927. 1908 var Hoffsten en av stiftarna av sammanslutningen De religiösa bokförlagen och ordförande där 1922–1933. Han var ordförande i Stockholms gymnastik- och fäktklubb 1924–1938.